# Independent Moving Pictures Company

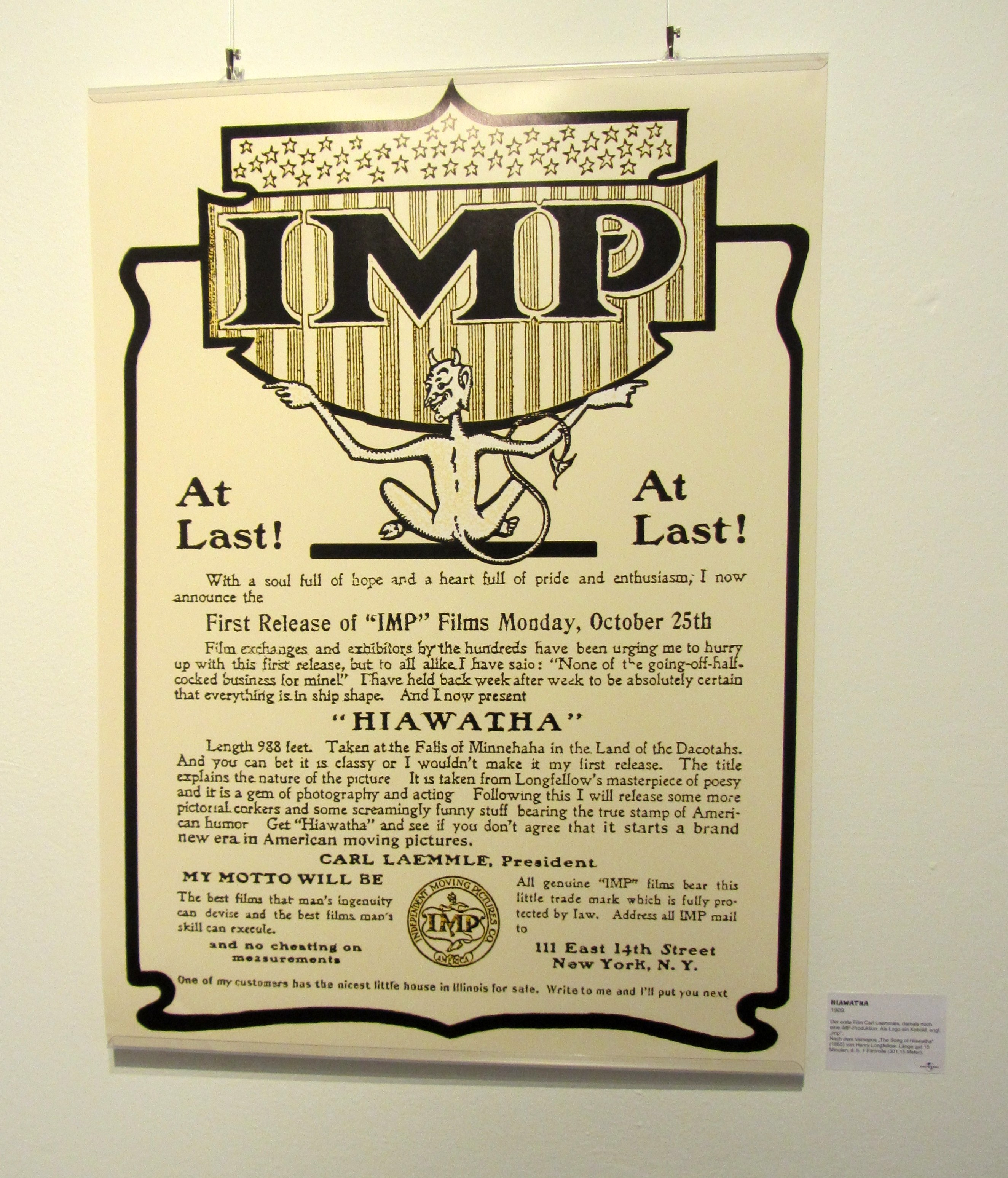
Plakat der I.M.P. im Museum zur Geschichte von Christen und Juden in Laupheim (2012)

Die Independent Moving Pictures Company (I.M.P.) war ein Filmstudio.

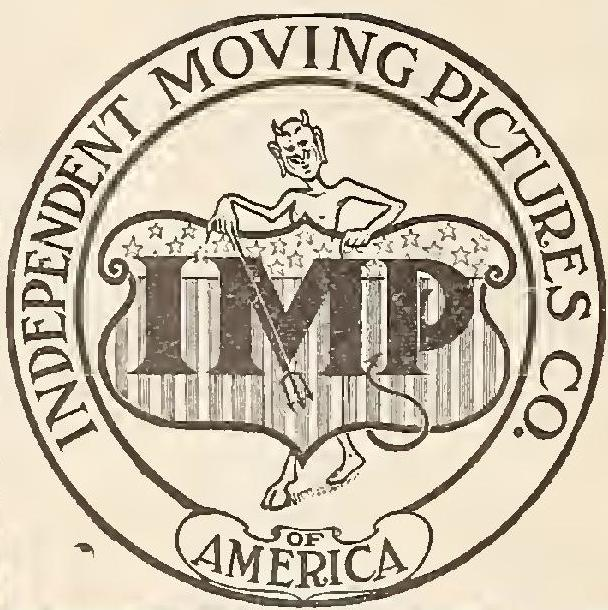

Die I.M.P. wurde 1909 gegründet und war die erste Firma von Carl Laemmle. Thomas Harper Ince gab hier 1910 sein Regiedebüt. I.M.P. wurde später mit Pat Powers Picture Plays, Bison Life Motion Pictures, der Nestor Company, Champion, Eclair und der Yankee Company zur Universal Film Manufacturing Company verschmolzen.